# Grodzisko w Sopocie

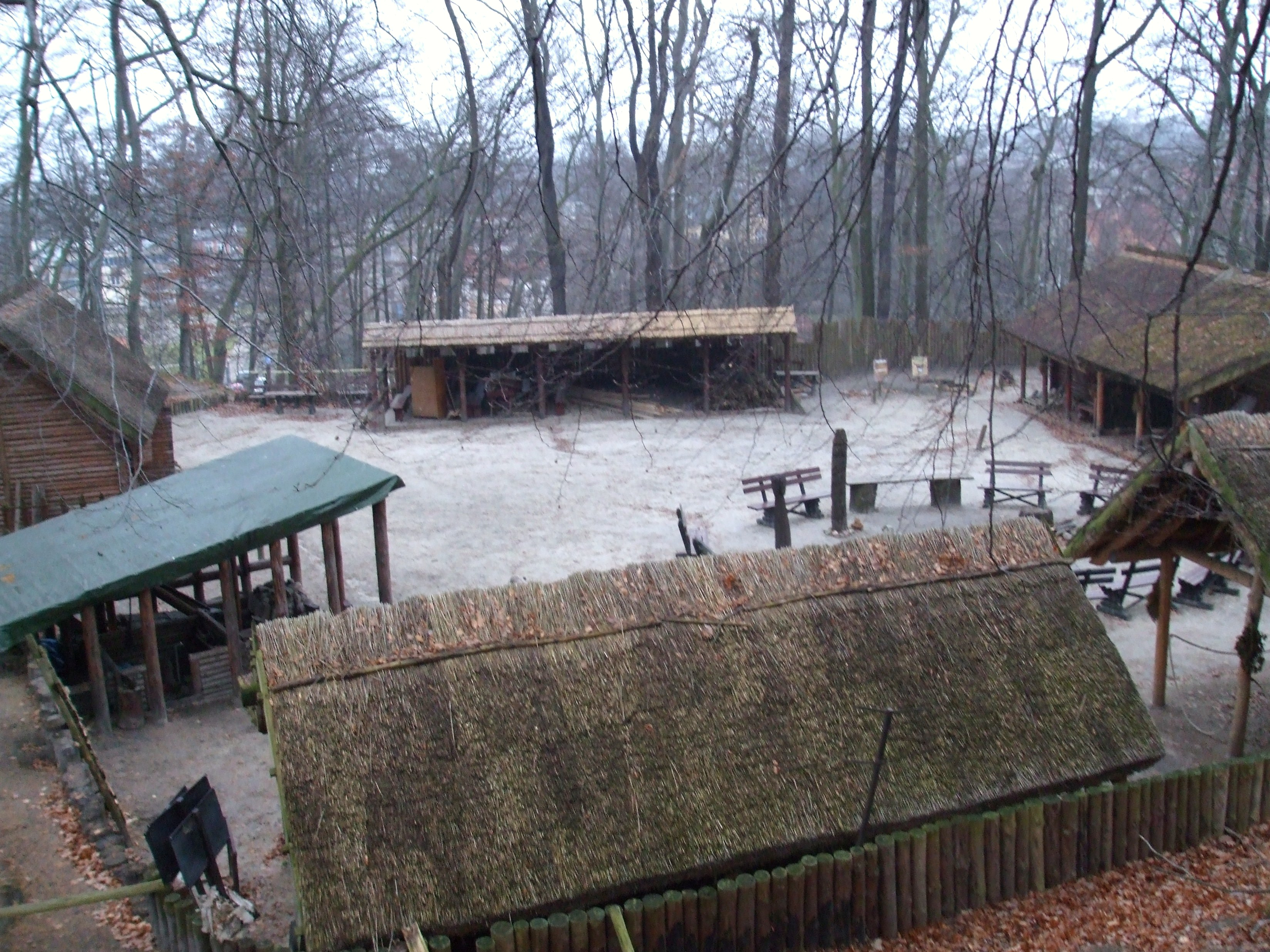
Grodzisko w Sopocie

Grodzisko w Sopocie – wczesnośredniowieczne, datowane na VIII wiek grodzisko w obrębie miasta Sopot, otoczone wałem i fosą, porośnięte bukowym lasem. Funkcjonuje jako skansen archeologiczny będący oddziałem Muzeum Archeologicznego w Gdańsku.

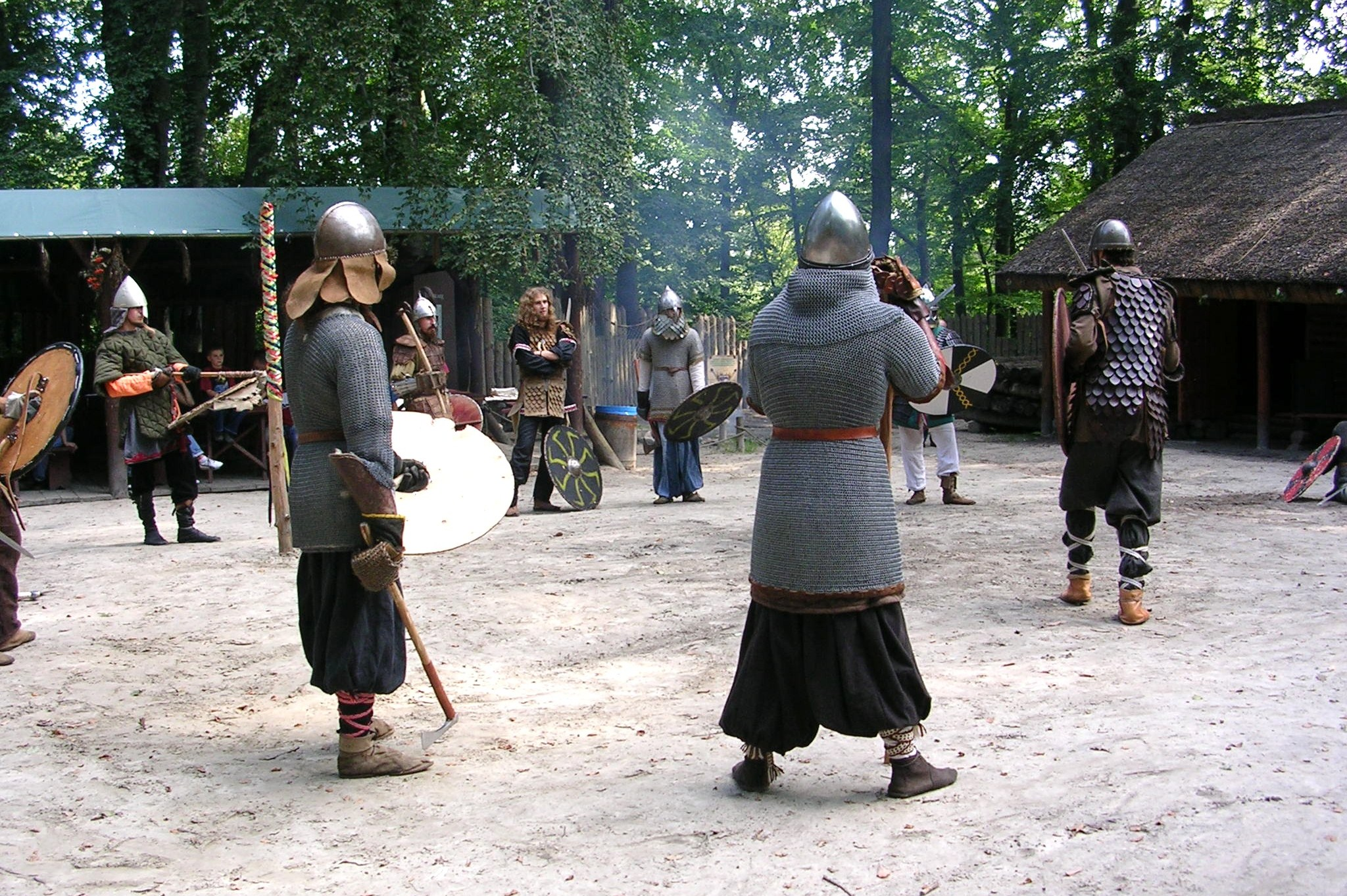
Inscenizacja na terenie Grodziska

## Historia
Pierwsze badania sondażowe przeprowadził w 1885 Niemiec Hugo Conwentz. Materiał i dokumentacja z kolejnych prac, przeprowadzonych przez Wolfganga La Baume'a w 1934 roku, zaginęły podczas II wojny światowej. W okresie powojennym grodzisko badały w latach 1961–1966 Aleksandra Szymańska i Alicja Łukowa z Muzeum Archeologicznego w Gdańsku; wykopaliska pod kierunkiem A. Szymańskiej (kustosza obiektu z ramienia Muzeum Archeologicznego w Gdańsku) wznowiono w roku 1995 i kontynuowano w latach 1996, 1999 i 2003.